# Francesco Florimo
Francesco Florimo, italijanski pisatelj, muzikolog, knjižničar in skladatelj, * 12. oktober 1800, San Giorgio Morgeto, Kalabrija, (Italija), † 18. december 1888, Neapelj, Italija.
Glasbo je študiral v Neaplju pri mojstru Zingarelliju, kjer je spoznal mdr. Vincenza Bellinija. Postala sta zelo dobra prijatelja. Ko sta se njuni poti poklicno razšli, sta ohranjala stike preko pisem. Bogata korespondenca je služila številnim biografom (Arnaldo Fraccaroli). Dopisoval pa si je tudi s številnimi drugimi skladatelji (npr. Saverio Mercadante, Giuseppe Verdi ...)
Deloval je kot arhivar, nato kot direktor knjižnice Neapeljskega konservatorija. V njegovem času je ustanova pridobila dragoceno muzikološko zbirko in rokopise številnih skladateljev, ki so bili tako ali drugače povezani z Neapljem.
Kot skladatelj je zložil nekaj kantat in maš.